# نوچیا (منطقه)
نوچیا (سریانی: ܢܒܼܟ̰ܝܼܐ) منطقه ای است شامل 5 بخش که در بین سه کشور ایران ،ترکیه و عراق قرار دارد.شمزینان ،نیمه شمال شرقی شهرستان شقلاوه ،شهرستان سوران،شهرستان مرگسور و قسمت غربی شهرستان ارومیه این منطقه را تشکیل می دهند.ساکنان این منطقه را آشوریان و کردها تشکیل می داده اند.